# Torneo de Adecuación 2015 (Tercera División de Venezuela)
La Temporada 2015  de la Tercera División de Venezuela comenzó el 2 de agosto de 2015, con la participación de 36 equipos, y finalizó en diciembre de 2015

## Ascensos y descensos
Intercambios entre la Tercera División y la Segunda División
| Pos | de la Torneo de Adecuación 2015 (Segunda División Venezolana) |
| --- | ------------------------------------------------------------- |
| -   | Academia Puerto Cabello                                       |
| -   | Petroleros de Anzoátegui                                      |
| -   | Deportivo JBL del Zulia                                       |
| -   | REDI Colón                                                    |
| -   | Potros de Barinas                                             |

| Pos | a la Torneo de Adecuación 2015 (Tercera División Venezolana) |
| --- | ------------------------------------------------------------ |
| -   | Unión Lara SC                                                |
| -   | Carabobo FC B                                                |
| -   | Zamora FC B                                                  |
| -   | Deportivo Anzoátegui B                                       |

## Equipos participantes
| Club                      | Ciudad         | Estadio                     |
| ------------------------- | -------------- | --------------------------- |
| FC Academia Élite         | Mérida         | Estadio Guillermo Soto Rosa |
| Atlético Chivacoa         | Chivacoa       | Florentino Oropeza          |
| Atlético Guanare          | Guanare        | Rafael Calles Pinto         |
| Atlético Mérida FC        | Mérida         | Estadio Guillermo Soto Rosa |
| Atlético Sucre CF         | Los Teques     | Fray Luis II                |
| Atlético Turén            | Turén          | Víctor Julio Ramos          |
| Atlético Venezuela B      | Caracas        | CEAV Fuerte Tiuna           |
| CA López Hernández        | Caracas        | Fray Luis II                |
| Carabobo FC B             | Valencia       | Misael Delgado              |
| Caracas FC "B"            | Caracas        | Cocodrilos Sports Park      |
| Casa D'Italia             | Maracaibo      | La Rotaria                  |
| Centro Hispano FC         | Maracay        | Joao Gervasio Matías        |
| Madeira Club Lara         | Cabudare       | Club Madeira                |
| Deportivo Anzoategui "B"  | Puerto La Cruz | Salvador de la Plaza        |
| Deportivo La Guaira B     | Caracas        | La Guacamaya                |
| Deportivo Táchira B       | San Cristóbal  | UCAT                        |
| Deportivo Upata           | Upata          | 17 de Mayo                  |
| Fundación UDC             | Juangriego     | Ciudad Deportiva            |
| Fundación San Antonio SC  | San Antonio    | Pedro Rafael Chávez         |
| FA San Camilo F.C         | El Nula        | El Nula                     |
| Hermandad Gallega FC      | Caracas        | Valle Fresco                |
| Junidense FC              | Rubio          | Víctor Maldonado            |
| Lala FC                   | Ciudad Guayana | Polideportivo El Gallo      |
| Minasoro FC               | El Callao      | Héctor Thomas               |
| Minervén SC               | El Callao      | Héctor Thomas               |
| Monagas SC B              | Maturín        | Estadio Alexander Bottini   |
| Pellícano FC              | Maiquetía      | Brígido Iriarte             |
| Politáchira FC            | Táriba         | 12 de Febrero               |
| Real Frontera SC          | San Antonio    | Pedro Rafael Chávez         |
| UA Alto Apure             | Guasdualito    | José Rigoberto Neiva        |
| UD Lara                   | Barquisimeto   | Farid Richa                 |
| Unión Lara SC             | Barquisimeto   | Farid Richa                 |
| Yaracuyanos Fútbol Club B | San Felipe     | Florentino Oropeza          |
| Yaritagua FC              | Yaritagua      | El Goajiro                  |
| Zamora FC B               | Barinas        | Reinaldo Melo               |
| Zulia FC B                | Maracaibo      | José Encarnación Romero     |

Para el torneo adecuación 2015 la Tercera División de Venezuela está integrada de esta manera:
Grupo Oriental:
- Deportivo Upata de Upata
- Minervén Sport Club de El Callao
- Minasoro Fútbol Club, de El Callao
- Lala FC, de Ciudad Guayana.
- Fundación UDC, de Juan Griego
- Monagas Sport Club "B", de Maturín

Grupo Central I:
- Caracas FC "B", de Caracas
- Hermandad Gallega FC, de Caracas
- Deportivo Anzoategui "B" de Puerto La Cruz
- Atlético Venezuela B, de Caracas
- Pellicano FC, de La Guaira
- Atlético Sucre CF, de Caracas

Grupo Central II:
- Carabobo FC B, de Valencia
- Atlético Chivacoa, de Chivacoa
- Centro Hispano Venezolano de Maracay
- C.A. López Hernández de Caracas
- Deportivo La Guaira B, de Caracas
- Yaracuyanos FC "B", de San Felipe

Grupo Occidental I:
- Unión Deportiva Lara, de Barquisimeto.
- Yaritagua FC de Yaritagua.
- Casa D'Italia, de Maracaibo.
- Zulia FC "B", de Maracaibo.
- Madeira Club Lara de Barquisimeto.
- Unión Lara, de Barquisimeto.

Grupo Occidental II
- Atlético Mérida FC, de Mérida
- UA Alto Apure, de Guasdualito.
- Atlético Turén, de Turén.
- Atlético Guanare, de Guanare
- FC Academia Élite, de Mérida
- Zamora FC "B", de Barinas

Grupo Occidental III:
- Fundación San Antonio S.C, de San Antonio del Táchira
- Politáchira FC, de Táriba
- FA San Camilo FC, de El Nula
- Junidense FC, de Rubio
- Real Frontera SC, de San Antonio del Táchira
- Deportivo Táchira "B", de San Cristóbal

## Clasificatorio 2015
Nota: Los resultados indicados en las tablas ubicada a la derecha están bajo el siguiente código de colores: azul corresponden a victoria del equipo local, rojo a victoria visitante, amarillo a empate, verde a triunfo por incomparecencia, y naranja a triunfo por decisión administrativa.

### Grupo Oriental
|   | Equipo             | JJ | JG | JE | JP | GF | GC | PTS | DG  |
| - | ------------------ | -- | -- | -- | -- | -- | -- | --- | --- |
| 1 | Minasoro FC        | 10 | 5  | 3  | 2  | 19 | 8  | 18  | +9  |
| 2 | LALA FC            | 10 | 5  | 3  | 2  | 15 | 9  | 18  | +6  |
| 3 | Fundación UDC      | 10 | 5  | 2  | 3  | 13 | 10 | 17  | +3  |
| 4 | Minervén SC        | 10 | 3  | 2  | 5  | 13 | 18 | 11  | -5  |
| 5 | Deportivo Upata FC | 10 | 2  | 4  | 4  | 10 | 10 | 10  | 0   |
| 6 | Monagas SC B       | 10 | 3  | 0  | 7  | 10 | 25 | 9   | -15 |

### Grupo Central I
|   | Equipo                 | JJ | JG | JE | JP | GF | GC | PTS | DG  |
| - | ---------------------- | -- | -- | -- | -- | -- | -- | --- | --- |
| 1 | Caracas FC B           | 10 | 8  | 1  | 1  | 24 | 6  | 25  | +18 |
| 2 | Atlético Venezuela B   | 10 | 8  | 1  | 1  | 14 | 2  | 25  | +12 |
| 3 | Deportivo Anzoátegui B | 10 | 3  | 3  | 4  | 16 | 17 | 12  | -1  |
| 4 | Atlético Sucre CF      | 10 | 1  | 5  | 4  | 6  | 11 | 8   | -5  |
| 5 | Pellícano FC           | 10 | 2  | 1  | 7  | 10 | 23 | 7   | -13 |
| 6 | Hermandad Gallega FC   | 10 | 1  | 3  | 6  | 12 | 23 | 6   | -11 |

### Grupo Central II
|   | Equipo                    | JJ | JG | JE | JP | GF | GC | PTS | DG |
| - | ------------------------- | -- | -- | -- | -- | -- | -- | --- | -- |
| 1 | Carabobo FC B             | 10 | 5  | 4  | 1  | 15 | 9  | 19  | +7 |
| 2 | Yaracuyanos Fútbol Club B | 10 | 5  | 3  | 2  | 12 | 10 | 18  | +2 |
| 3 | Deportivo La Guaira B     | 10 | 4  | 4  | 2  | 17 | 9  | 16  | +8 |
| 4 | CA López Hernández        | 10 | 3  | 2  | 5  | 11 | 12 | 11  | -1 |
| 5 | Atlético Chivacoa         | 10 | 3  | 2  | 5  | 10 | 15 | 11  | -5 |
| 6 | Centro Hispano FC         | 10 | 2  | 1  | 7  | 10 | 19 | 7   | -9 |

### Grupo Occidental
|   | Equipo                   | JJ | JG | JE | JP | GF | GC | PTS | DG |
| - | ------------------------ | -- | -- | -- | -- | -- | -- | --- | -- |
| 1 | Madeira Club Lara        | 9  | 6  | 2  | 1  | 15 | 6  | 20  | +9 |
| 2 | Casa D' Italia Maracaibo | 9  | 5  | 2  | 2  | 12 | 5  | 17  | +7 |
| 3 | UD Lara                  | 10 | 2  | 6  | 2  | 10 | 11 | 12  | -1 |
| 4 | Unión Lara S.C.          | 10 | 3  | 2  | 5  | 10 | 16 | 11  | -6 |
| 5 | Zulia FC B               | 10 | 3  | 1  | 6  | 12 | 14 | 10  | -2 |
| 6 | Yaritagua FC             | 10 | 2  | 3  | 5  | 13 | 20 | 9   | -7 |

### Grupo Occidental I
|   | Equipo                    | JJ | JG | JE | JP | GF | GC | PTS | DG  |
| - | ------------------------- | -- | -- | -- | -- | -- | -- | --- | --- |
| 1 | Zamora FC B               | 10 | 6  | 2  | 2  | 22 | 11 | 20  | +11 |
| 2 | Atlético Guanare          | 10 | 6  | 2  | 2  | 17 | 8  | 20  | +9  |
| 3 | FC Academia Élite         | 9  | 5  | 1  | 3  | 21 | 11 | 16  | +10 |
| 4 | Atlético Turén            | 10 | 4  | 2  | 4  | 15 | 13 | 14  | +2  |
| 5 | Atlético Mérida FC        | 10 | 2  | 1  | 7  | 5  | 21 | 7   | -16 |
| 6 | Unión Atlético Alto Apure | 9  | 1  | 2  | 6  | 7  | 23 | 5   | -16 |

### Grupo Occidental II
|   | Equipo                    | JJ | JG | JE | JP | GF | GC | PTS | DG  |
| - | ------------------------- | -- | -- | -- | -- | -- | -- | --- | --- |
| 1 | Deportivo Táchira B       | 10 | 6  | 3  | 1  | 18 | 8  | 21  | +10 |
| 2 | Politáchira FC            | 10 | 6  | 1  | 3  | 17 | 11 | 19  | +6  |
| 3 | Real Frontera SC          | 10 | 5  | 4  | 1  | 10 | 4  | 19  | +6  |
| 4 | Junidense FC              | 10 | 4  | 1  | 5  | 15 | 11 | 13  | +4  |
| 5 | Fundación San Antonio S.C | 10 | 2  | 1  | 7  | 6  | 14 | 7   | -8  |
| 6 | FA San Camilo F.C         | 10 | 1  | 2  | 7  | 5  | 23 | 5   | -18 |

|-
Datos actualizados al: 21 de septiembre de 2015 (Jornada 10 completada).
|}
Pts = Puntos; PJ = Partidos jugados; G = Partidos ganados; E = Partidos empatados; P = Partidos perdidos; GF = Goles anotados; GC = Goles recibidos; Dif = Diferencia de goles
|  |                                       |
|  | Parcialmente clasificados a Liguilla. |

## Nivelación 2015

### Equipos participantes
Varios equipos participantes del Torneo Clasificatorio 2015 decidieron dimitir de su participación en este torneo. En su lugar, equipos de torneos regionales fueron invitados a participar, con previo cumplimiento de requisitos exigidos por la FVF.
| Provenientes de los Torneos Estadales                                                  |
| -------------------------------------------------------------------------------------- |
| Baruta FC                                                                              |
| Petare FC B                                                                            |
| Libertad Socialista FC                                                                 |
| Lotería de Táchira FC                                                                  |
| Ortiz FC                                                                               |
| Táriba FC (No logra participar en el torneo, tras no cumplir las normativas de la FVF) |
| Yaddiel Sport FC                                                                       |

| Equipos a los Torneos Estadales |
| ------------------------------- |
| Unión Atlético Alto Apure       |
| FC Academia Élite               |

Nota: Los resultados indicados en las tablas ubicada a la derecha están bajo el siguiente código de colores: azul corresponden a victoria del equipo local, rojo a victoria visitante, amarillo a empate, verde a triunfo por incomparecencia, y naranja a triunfo por decisión administrativa.